# Wickes-Klasse
Die Wickes-Klasse war eine Klasse von Zerstörern der US-Marine. Zwischen 1917 und 1919 wurden auf unterschiedlichen Werften 111 Schiffe gebaut. Zusammen mit den sechs Zerstörern der Caldwell-Klasse und den später gebauten 156 Schiffen der Clemson-Klasse bildeten sie die sogenannte Flushdeck- oder auch Four Stack–Class.
Nur wenige Schiffe der Wickes-Klasse wurden rechtzeitig fertig, um im Ersten Weltkrieg zum Einsatz zu kommen. Während 29 Einheiten bereits in den 1930er-Jahren verschrottet, als Zielschiffe versenkt oder verkauft wurden, dienten die restlichen Zerstörer im Zweiten Weltkrieg. Die meisten wurden für andere Verwendungszwecke, zum Beispiel zu leichten Minenlegern, umgebaut. Im Rahmen des Zerstörer-für-Stützpunkte-Abkommens wurden 22 Schiffe der Royal Navy und weitere fünf Einheiten der Royal Canadian Navy überlassen. Sieben der britischen Zerstörer wurden nach der Kapitulation Italiens 1944 als Kompensation für italienische Kriegsschiffe an die sowjetische Marine abgegeben. Nach dem Kriegsende wurden alle Schiffe innerhalb weniger Jahre verschrottet.

## Planungen
Der Torpedobootszerstörer war eine Antwort auf die Bedrohung, die von den seit 1865 weltweit neuentwickelten Torpedobooten für die Linienschiffe ausging. Im Spanisch-Amerikanischen Krieg wurde die Notwendigkeit, die großen Kampfschiffe zu schützen, so offensichtlich, dass eine Kommission unter Führung von Theodore Roosevelt einen Bericht verfasste, der die Notwendigkeit dieses Schiffstyps deutlich machte.
Während der nächsten Jahre wurde eine Anzahl von Zerstörern gebaut, deren Entwurf eine hohe Geschwindigkeit bei ruhiger See erlaubte. Die Erfahrungen, die mit diesen Zerstörern gemacht wurden, resultierten in der Forderung nach einem hochseetauglichen Entwurf. Die Verdrängung der Zerstörer wuchs zwischen 1905 und 1916 stetig von 450 ts auf über 1050 ts. Die Notwendigkeit, hohe Geschwindigkeit mit Hochseetauglichkeit zu kombinieren, führte zu Entwürfen, die Ölfeuerung und Dampfturbinen mit Reduziergetriebe besaßen. Eine weitere Forderung seitens der Marineführung beinhaltete den Einsatz der Schiffe zu Aufklärungszwecken. Die US Navy besaß zu diesem Zeitpunkt nur wenige Kreuzer, sondern war in erster Linie auf Linienschiffe und Zerstörer ausgerichtet. Ein Untersuchungsbericht von Captain Sims führte auf, dass die kleinen Zerstörer zu schnell ihren Treibstoff verbrauchten und dass die durchgeführten Manöver die Notwendigkeit aufzeigten, schnelle Einheiten mit größerer Reichweite zu besitzen.
Als der Erste Weltkrieg in sein zweites Jahr ging und die Spannungen zwischen den USA und dem Deutschen Kaiserreich zunahmen, sahen sich die USA gezwungen, ihre Flotte weiter auszubauen. Im Naval Appropriation Act von 1916 wurde der Aufbau einer Marine beschlossen, die sowohl die Atlantik- als auch die Pazifikküste schützen sollte. Das Gesetz erlaubte den Bau von zehn Schlachtschiffen, sechs Schlachtkreuzern der Lexington-Klasse, zehn Späh-Kreuzern der Omaha-Klasse und 50 Zerstörern der Wickes-Klasse.

## Entwurf
Die Anforderungen an die neue Klasse beinhalteten hohe Geschwindigkeit und die Möglichkeit der Massenproduktion. Die während des Ersten Weltkrieges aufgekommene Bedrohung durch U-Boote erforderte den Bau einer großen Anzahl Zerstörer. Die Höchstgeschwindigkeit von 35 Knoten ergab sich aus den geplanten Einsätzen der Zerstörer mit den Schlachtkreuzern der Lexington-Klasse und den Kreuzern der Omaha-Klasse.
Der endgültige Entwurf hatte ein Glattdeck und vier Schornsteine. Er war eine Weiterentwicklung der Caldwell-Klasse. Allgemeine Unzufriedenheit mit den vorher gebauten 1000 ton-Konstruktionen, die Cassin- und die Tucker-Klasse, führten zu einer völligeren Rumpfform mit Glattdeck. Größerer Tiefgang und das Glattdeck boten eine höhere Steifigkeit des Rumpfes. Zusätzlich hatte die Wickes-Klasse mit über 24.000 PS rund 5.000 PS mehr als die Caldwell-Klasse, was in einer Erhöhung der Geschwindigkeit um 5 Knoten resultierte. Die größere Leistung der Maschine erforderte rund 100 t Mehrgewicht für die Antriebsanlage. Der Entwurf hatte einen geraden Kiel und nahezu horizontal verlaufende Propellerwellen, um Gewicht zu minimieren.
Die Bewaffnung entsprach der Caldwell-Klasse. Mit vier 4″/50-Geschützen auf Einzellafetten war die Artillerie typisch für Zerstörer dieser Zeit. Die Torpedobewaffnung war jedoch mit zwölf 21″-Torpedorohren ungewöhnlich stark, entsprechend der damaligen amerikanischen Doktrin.
Die Reichweite der Wickes-Zerstörer war gering. Es stellte sich heraus, dass Brücke und Geschütze sehr nass waren, was ihren Einsatz einschränkte. Die nachfolgende Clemson-Klasse konnte 100 Tonnen Treibstoff zusätzlich bunkern, aber die eigentliche Lösung für die Reichweitenproblematik lag in der Entwicklung der Betankung auf See.

## Bau
1916 genehmigte der Kongress den Bau von 50 Zerstörern. Die Erfolge der deutschen U-Boote führten zum Bau von 111 Zerstörern. Die Schiffe wurden von Bath Iron Works (8), Bethlehem Steel Corporation’s Fore River Shipbuilding Company (26), Union Iron Works (26), Mare Island Navy Yard (8), Newport News Shipbuilding (11), New York Shipbuilding (10) und William Cramp and Sons (21) gebaut; dazu entstand noch ein Zerstörer der Klasse auf dem Charleston Navy Yard. Der Bau der Zerstörer wurde als so wichtig betrachtet, dass die Arbeiten an den Kreuzern und Schlachtschiffen zurückgestellt wurden, um das Zerstörerprogramm abzuschließen. Als erstes Schiff der Wickes-Klasse lief die USS Little am 11. November 1917 in Quincy vom Stapel. Bis zum Jahresende erfolgten die Stapelläufe von fünf weiteren Schiffen. Produktionshöhepunkt war im Juli 1918, als 17 Zerstörer vom Stapel liefen – davon alleine am 4. Juli 15 Schiffe.
Nach dem Kriegsende wurde das Programm fortgesetzt und 21 Wickes-Zerstörer liefen nach dem Waffenstillstand am 11. November 1918 vom Stapel. Der Stapellauf des letzten Zerstörers der Wickes-Klasse, USS Crowninshield, fand am 24. Juli 1919 statt. Durch das Bauprogramm (mit der folgenden Clemson-Klasse) besaß die US-Navy so viele Zerstörer, dass bis 1932 keine neuen mehr gebaut wurden.

## Dienstzeit

### US-Marine
Einige Wickes-Zerstörer wurden rechtzeitig fertiggestellt, um im Ersten Weltkrieg eingesetzt zu werden. Sie fuhren mit der Schlachtflotte und im Geleitzugdienst. Kein Schiff ging verloren. Die ersten Verluste der Klasse waren 1921 DeLong (lief 1921 auf Grund) und Wolsey, die nach einer Kollision sank.

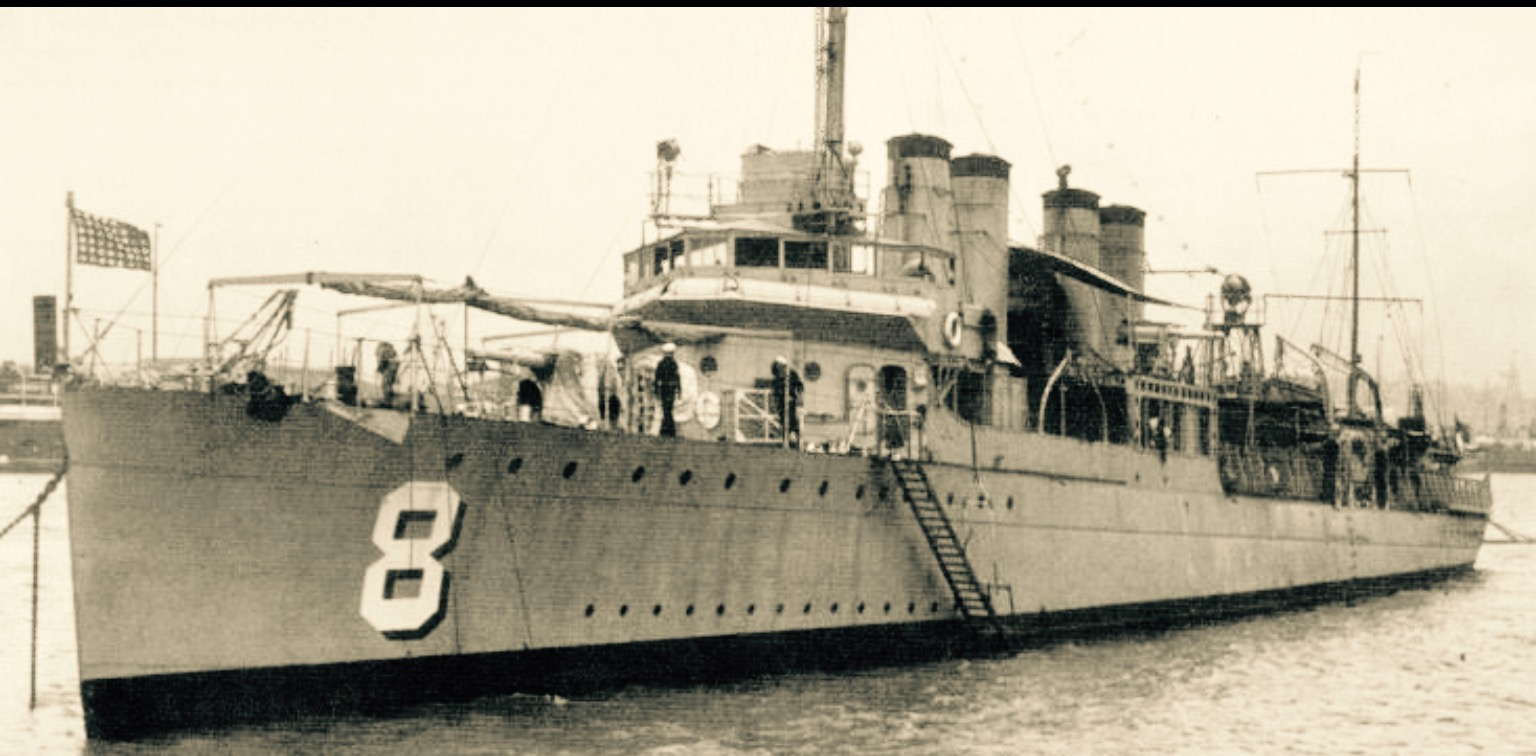
USS Hart (DM-8) in den 20ern in China

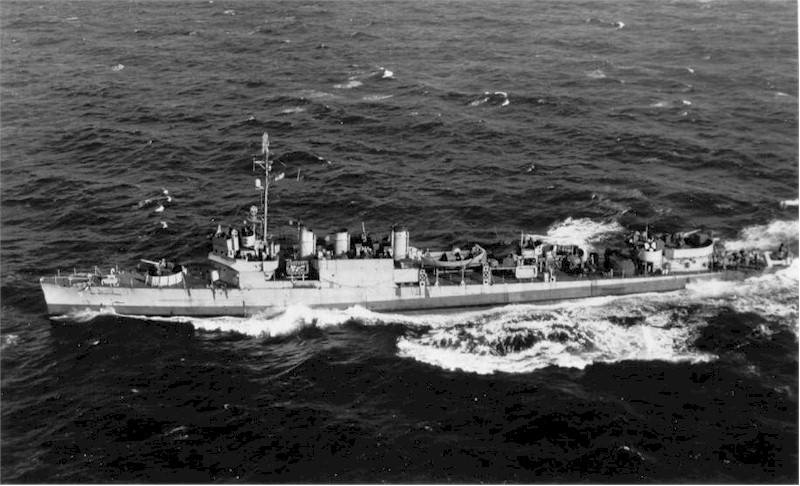
USS Howard (DMS-7) etwa 1944

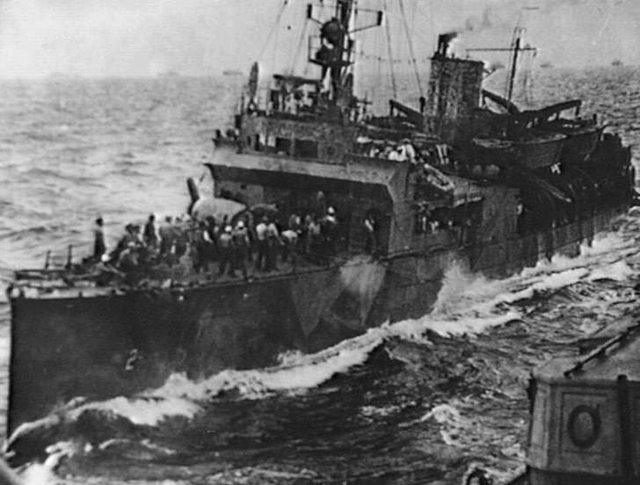
USS Colhoun (APD-2) 1942

Aus dem Ablauf des Ersten Weltkriegs zog die US Navy den Schluss, das von schnellen Schiffen überraschend ausgebrachte Minenfelder sehr effektiv gegen feindliche Operationen sein könnten. Die große Zahl der meist nach dem Kriegsende fertiggestellten „flush-decker“ führte zum Umbau von vierzehn Zerstörern der Wickes-Klasse zu schnellen Minenlegern. Am 17. Juli 1920 wurden vierzehn Schiffe der Klasse in „destroyer minelayers“ umbenannt. Es handelte sich um sieben Schiffe von Fore River Shipbuilding in Quincy (Mass.) mit USS Stribling, Murray, Israel, Luce, Maury, Lansdale und Mahan (ex-DDs 96–102) sowie ebenfalls sieben Zerstörer von den Union Iron Works in San Francisco mit USS Hart, Ingraham und Ludlow (ex DDs 110–12) sowie Burns, Anthony, Sproston sowie Rizal (ex-DDs 171–174), die jetzt als DM-1 bis DM-14 zum Einsatz kamen. Die vier Dreifach-Torpedorohr-Sätze wurden entfernt und durch Schienen ersetzt, die bis zu 80 Minen Platz boten. 1921 waren alle Umbauten abgeschlossen. Bereits Mitte 1922 wurden jedoch etliche der neuen Minenleger der Reserve zugeordnet. Ende 1930 wurden sechs Minenleger gänzlich ausgesondert, die restlichen acht folgten 1936/37.

Als Ersatz wurden 1930/31 vier weitere Wickes-Zerstörer, die von Newport News Shipbuilding gebaut worden waren, zu Minenlegern umgebaut.
Von der Wickes-Klasse wurde folgende zu Minenlegern umgebaute Zerstörer im Zweiten Weltkrieg eingesetzt, die in alle vier Newport News gebaut worden waren:
1930 → USS Gamble (DM 15, ex DD-123) und Ramsay (DM 16, ex DD-124, zuletzt AG-98) sowie 1931 Montgomery (DM 17, ex DD-121) und Breese (DM 18, ex DD-122), die beide 1937 erneut in die Reserve kamen, aber nach dem Kriegsausbruch in Europa 1939 wieder als Minenleger in Dienst kamen. Die vier Schiffe überstanden den Weltkrieg.

Als 1936 auch die Aussonderung der anderen acht Minenlege-Zerstörer der ersten Serie erfolgte, wurden sie durch vier Schiffe der Clemson-Klasse ersetzt.
In den 1930er-Jahren waren 23 Zerstörer der Klasse verschrottet, verkauft oder als Zielschiff versenkt worden. Einige wurden auch zu Hilfsschiffen herabgestuft. Die Reduzierung war auch eine Folge der von den USA unterzeichneten Flottenverträge, die sonst keinen Zerstörer-Neubau zugelassen hätten.
Ab 1940 entstanden Umbauten zu Schnellen Truppentransportern (Kennung: APD) nach dem Muster der → USS Manley, von denen APD-2 bis- 9, -14 bis -17, -19 bis -22 und APD-25 aus 16 Zerstörern der Wickes-Klasse entstanden. 

Ab Ende 1940 kamen auch zu Minensuchern umgebaute „Flushdecker“ in den Dienst der US-Navy, von denen DMS-1 bis -8 und DMS-18 ebenfalls aus neun Zerstörern der Wickes-Klasse entstanden, siehe USS Lamberton.
Dreizehn Zerstörer der Klasse gingen im Zweiten Weltkrieg in amerikanischen Diensten verloren oder wurden nicht repariert. Die verbliebenen Schiffe wurden zwischen 1945 und 1947 verschrottet.

Als erstes amerikanisches Schiff der Klasse ging die USS Jacob Jones am 28. Februar 1942 vor der amerikanischen Ostküste durch Torpedos von U 578 verloren. Die Suche nach Überlebenden konnte nur noch zwölf Besatzungsangehörige finden. Es folgten die Verluste der Colhoun (DD-85/APD-2), Gregory (DD-82/APD-3) und Little (DD-79/APD-4) im Kampf um Guadalcanal.

### Andere Seestreitkräfte
22 Wickes-Zerstörer wurden an die britische Royal Navy übergeben. Fünf weitere übernahm die Royal Canadian Navy im Rahmen des Destroyers for Bases-Agreement. Die meisten dieser abgegebenen Zerstörer wurden ähnlich wie die US-amerikanischen Zerstörer ausgerüstet und vorwiegend als Geleitschutz eingesetzt. Die USS Buchanan, bei den Briten als HMS Campbeltown in Dienst gestellt, wurde – als deutsches Schiff getarnt – bei der Operation Chariot gegen das Trockendock von Saint-Nazaire eingesetzt.
Mit der unter norwegischer Flagge eingesetzten Bath ging ein weiterer Zerstörer der Klasse im Krieg verloren. Die restlichen Schiffe wurden zwischen 1944 und 1947 abgewrackt.
1944 verliehen die Briten sieben Zerstörer der Klasse an die sowjetische Marine. Sie waren Ersatz für italienische Kriegsschiffe, welche die Sowjetunion nach der Kapitulation Italiens für sich beanspruchte. Diese Schiffe überstanden den Krieg und wurden zwischen 1949 und 1952 verschrottet.

## Trivia
Bei dem fiktiven Minensuchzerstörer USS Caine (DMS-21) des Romans Die Caine war ihr Schicksal (engl.: The Caine Mutiny) von Herman Wouk handelt es sich um einen zum Minensucher umgebauten „Flushdecker“.